# ГЕС Soazza
ГЕС Soazza — гідроелектростанція на південному сході Швейцарії. Споруджена у складі гідровузла на річці Moesa (ліва притока Тічино, яка через По належить до басейну Адріатичного моря), що дренує східну частину Лепонтинських Альп.
Ресурс для роботи гідровузла накопичується у водосховищі Ізола площею поверхні 0,39 км2 та об'ємом 6,5 млн м3. Його утримує аркова гребля висотою 45 метрів, довжиною 290 метрів, на спорудження якої пішло 75 тис. м3 матеріалу.
Зі сховища вода спочатку спрямовується на перший ступінь гідровузла ГЕС Спіна, після чого передається на другий ступінь ГЕС Soazza. Остання обладнана двома турбінами типу Пелтон загальною потужністю 80 МВт, які при напорі у 709 метрів забезпечують виробництво 245 млн кВт·год електроенергії на рік.